# Heinkel HeS 1
El Heinkel HeS 1 (HeS - Heinkel Strahltriebwerke) fue el primer motor a reacción de Alemania, siendo un elemento de prueba estacionario que funcionaba con hidrógeno.

## Historia
En 1933, Hans von Ohain escribió su tesis doctoral en la Universidad de Göttingen sobre el tema de un micrófono óptico que podría usarse para grabar sonido directamente en una película. Siemens compró la patente por RM 3500, una gran suma en esa época.
Ohain usó el dinero para invertir en su interés real, la turbina de gas. En 1934 von Ohain contrató a su mecánico, Max Hahn, para construir un prototipo de su concepto. Más tarde denominado «motor de garaje», se quemó rápidamente debido al uso de metales que no soportaban altas temperaturas. Sin embargo, tuvo éxito y despertó el interés de su profesor, Robert Pohl.
En febrero de 1936, Pohl escribió a Ernst Heinkel en nombre de von Ohain, contándole sobre el diseño y sus posibilidades. Heinkel organizó una reunión en la que sus ingenieros pudieron interrogar a Von Ohain durante horas, durante las cuales declaró rotundamente que el «motor de garaje» actual nunca funcionaría, pero que no había nada malo con el concepto en su conjunto. Los ingenieros estaban convencidos, y en abril, von Ohain y Hahn se instalaron en los talleres de Heinkel en el aeródromo de Marienehe, en Warnemünde, en las afueras de Rostock, Alemania.
Una vez trasladado, se hizo un estudio del flujo de aire en el motor y se realizaron varias mejoras en un período de dos meses. Mucho más contentos con los resultados, decidieron producir un motor completamente nuevo que incorporara todos estos cambios y funcionara con gas hidrógeno. El Heinkel-Strahltriebwerk 1 resultante (HeS 1), alemán para Motor a Reacción Heinkel 1, fue construido seleccionando a mano a algunos de los mejores maquinistas de la empresa, para disgusto del supervisor de taller. Mientras tanto, Hahn trabajó en el problema de la combustión, un área en la que tenía cierta experiencia.
El motor era extremadamente simple, hecho en gran parte de chapa. La construcción comenzó a fines del verano de 1936 y se completó en marzo de 1937. La primera puesta en marcha tuvo lugar en septiembre de 1937. Aunque nunca se pretendió que el motor fuera un diseño de calidad de vuelo, demostró sin lugar a dudas que el concepto básico era viable.
Mientras continuaba el trabajo en el HeS 1, el equipo ya había pasado a trabajar en un diseño de calidad de vuelo, el HeS 3.